# ألفي هيويت
ألفي هيويت (بالإنجليزية: Alfie Hewett) (مواليد 6 ديسمبر 1997، نورتش)، هُو لاعب كرة مضرب بارالمبي بريطاني.
فاز هيويت بما مجموعه 33 لقبا في البطولات الكبرى : 10 في مسابقات الفردي، و23 في منافسات الزوجي رفقة اللاعب غوردون ريد في كافة هذه التتويجات. فاز الثنائي بكافة البطولات الكبرى لسنة 2021 (أول من ينجح في تحقيق هذا الإنجاز منذ أن حققه ستيفان هودت سنة 2014 رفقة لاعبين عديدين)، وفاز بالميدالية الذهبية البارالمبية في منافسات الزوجي رجال في دورة 2024، وقبلها الميدالية الفضية خلال دورتي 2016 و2020. تُوج هيويت أيضا بالميدالية الفضية في الألعاب البارالمبية مرتين، وذلك في 2016 و2024. كما فاز ببطولة الماسترز لكرة المضرب على الكراسي المتحركة في منافسات الفردي والزوجي، وذلك في سنوات 2017 و2021 و2023.
وُلد هيويت بعيب خلقي في القلب تطلب جراحة في عمر ستة أشهر، وعانى من متلازمة ليغ -كالفيه- بيرثيز، وهي حالة تعيق تدفق الدم من الحوض إلى مفصل الورك. تأثرت قدرته على المشي بشدة ومنذ سن السادسة أصبح يستخدم الكرسي المتحرك. رغم قدرته على المشي، إلا أن هيويت لا يمكنه المشي كما الأصحاء ولا يستطيع ممارسة الرياضات المخصصة للأشخاص الأصحاء.

## مساره الرياضي

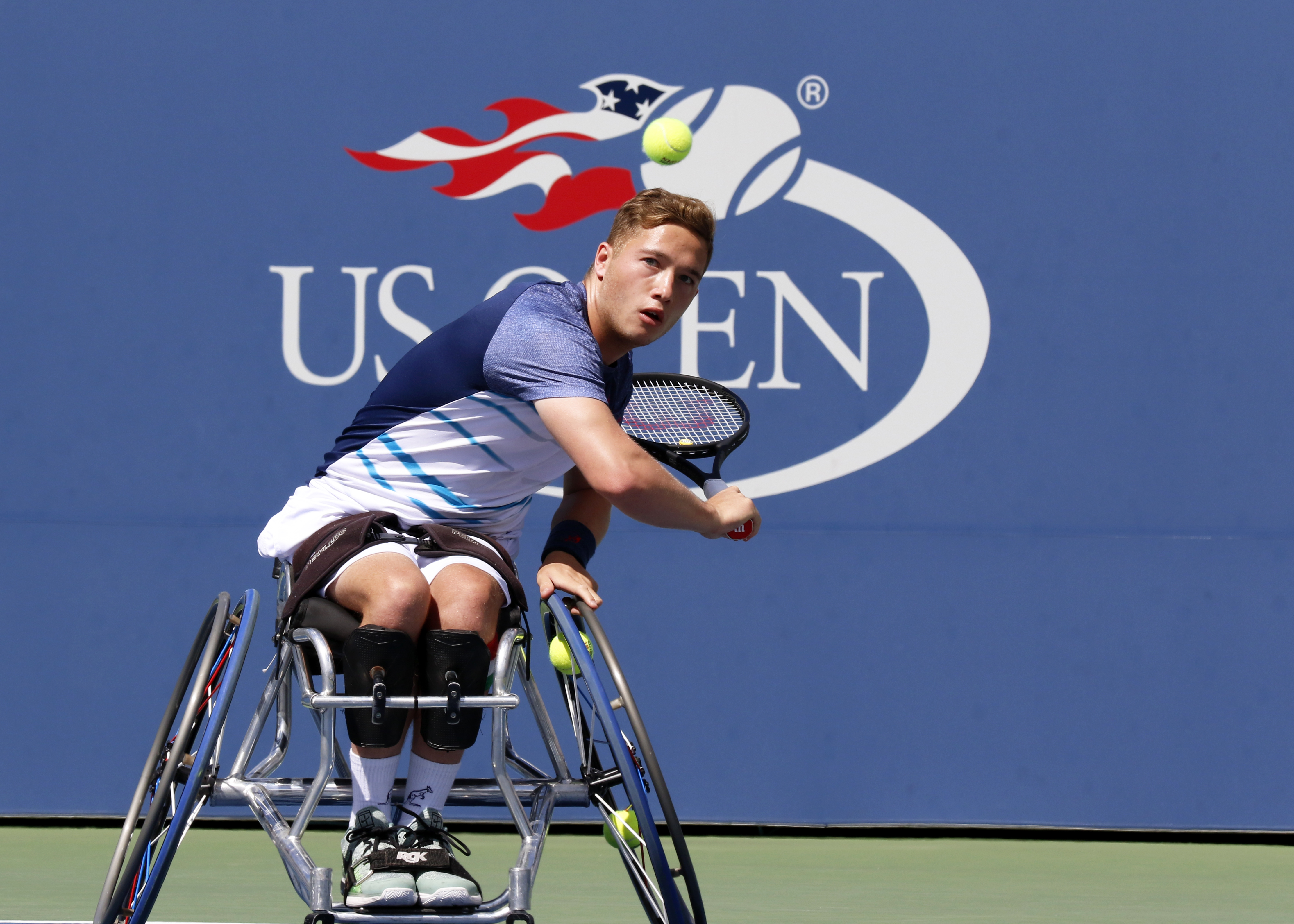
ألفي هيويت في بطولة أمريكا المفتوحة للتنس سنة 2017

درس هيويت لفترة في أكاديمية اكل، وتابع بعدها دراسته في علوم الرياضة والتمارين في كلية نورويتش سيتي.
في يوليو 2016 فاز هيويت ببطولة ويمبلدون لمنافسات الزوجي بالاشتراك مع زميله غوردون ريد، حيث قلبوا تأخرهم بمجموعة إلى فوز ضد الثنائي الفرنسي ستيفان هودت ونيكولاس بيفير.
في 2016 أيضا، فاز هيويت بالميدالية الفضية في منافسة فردي الرجال في بارالمبياد ريو دي جانيرو بعد الخسارة أمام زميله غوردون ريد، والميدالية الفضية أيضا في منافسة الزوجي بالاشتراك مع ريد.
في مايو 2017 فاز هيويت بأول بطولة كبرى له في الفردي في بطولة رولان غاروس المفتوحة، بعد أن انتصر على الأرجنتيني غوستافو فيرنانديز بثلاث مجموعات، رغم خسارته للأولى 0-6.
في يوليو 2017، وفي إعادة لنهائي العام السابق، فاز هيويت ببطولة ويمبلدون لكرة المضرب للكراسي المتحركة في منافسات الزوجي، إلى جانب زميله ريد، حيث انتصروا في النهائي بثلاث مجموعات على الثنائي هودت وبيفير.
فاز هيويت ببطولة الماسترز لكرة المضرب على الكراسي المتحركة لسنة 2017 في لوغبورو في المملكة المتحدة. وأنهى عام 2017 في المركز الثاني عالميا، وكان هذا المركز حينها الأعلى في مسيرته.
في 29 يناير 2018 ارتقى هيويت للمركز الأول عالميا. وفي مارس من نفس السنة، فاز هيويت بأول لقب فردي في السلسلة الممتازة في كلاسيك كاجن في باتون روج الأمريكية.
في 2 سبتمبر 2018 حصل على لقبه الثاني في السلسلة الممتازة في سانت لويس. ولاحقا في ذلك الشهر فاز هيويت بلقب الفردي في بطولة أمريكا المفتوحة للتنس وكذلك لقب الزوجي مع ريد.
في سبتمبر 2019 فاز هيويت بلقبي الفردي والزوجي في بطولة أمريكا المفتوحة.
في 2020 فاز هيويت بلقب فردي دورة رولان غاروس الدولية بعد فوزه بثلاث مجموعات على خواكيم جيرار، وفاز بالاشتراك مع ريد بجميع ألقاب الزوجي في البطولات الثلاثة الكبرى التي أُجريت تلك السنة، وهي بطولة أستراليا المفتوحة للتنس وبطولة أمريكا المفتوحة للتنس وبطولة فرنسا المفتوحة، أما بطولة ويمبلدون فقد أُلغيت بسبب جائحة كوفيد-19.
بعد الفوز بالميدالية الفضية مع زميله ريد في زوجي الرجال في الألعاب البارالمبية الصيفية 2020 وخسارة مباراة البرونزية في الفردي أمام ريد، المصنف ثانيا في العالم حينها. تحدث هيويت عن مستقبله البارالمبي بكونه "خارج يديه"، بسبب سؤال حول ما إذا كانت إعاقته شديدة بما يكفي لكي يُشارك في منافسات كرة المضرب على الكراسي المتحركة، وذلك بعد مراجعة سنة 2019 لقوانين الاتحاد الدولي لكرة المضرب. سُمح لهيويت بمواصلة مسيرته في كرة المضرب بعد تعديل جديد أُجري على قوانين الاتحاد الدولي في نوفمبر 2021.
نال هيويت وسام رتبة الإمبراطورية البريطانية بدرجة ضابط خلال حفل أوسمة عيد الميلاد 2023 نظير ما قدمه في عالم كرة المضرب.
افتتح هيويت سنة 2024 بالفوز بلقبه الخامس على التوالي مع زميله ريد في منافسات الزوجي ببطولة أستراليا المفتوحة لكرة المضرب. في مايو 2024، شارك هيويت ضمن منتخب بريطانيا العظمى الذي فاز بـكأس العالم للفرق للسنة الثانية على التوالي بعد هزيمتهم لمنتخب إسبانيا 2-0 في نهائي البطولة التي أقيمت في تركيا. كان هذا الفوز الرابع للمنتخب البريطاني في المنافسة منذ سنة 2015.
في يونيو 2024، فاز هيويت وريد بلقبهما الخامس على التوالي في منافسات الزوجي ببطولة فرنسا المفتوحة للتنس 2024، بعد الفوز في النهائي بجولتين لصفر 6-1 و6-4 على الثنائي الياباني المصنف ثانيا عالميا تاكويا ميكي وتوكيتو أودا.
في بطولة ويمبلدون 2024، هزم هيويت مارتين دي لا بوينتي في النهائي بجولتين لصفر بنتيجة 6–2 و6–3، ليتوج في تلك السنة بكافة البطولات الكبرى لكرة المضرب في منافسات الفردي. كما فاز هو وريد بلقب الزوجي، بانتصارهم على الثنائي تاكويا ميكي وتوكيتو أودا في النهائي، بنتيجة 6–4 و7–6(7–2).
في الألعاب البارالمبية الصيفية 2024 في باريس الفرنسية، فاز هيويت بالميدالية الذهبية في منافسات الزوجي، والميدالية الفضية في منافسات الفردي.

## إحصائياته

### البطولات الكبرى
مفتاح
| ف | ن | ن.ن | ر.ن | د# | د.م | ل | أ.أ | ت | غ | ب | ف | ذ | م.خ | ل.ت |

(ف) فاز بالبطولة (ن) وصل النهائي (ن.ن) نصف النهائي (ر.ن) ربع النهائي (د#) الأدوار الأربعة الأولى (د.م) دور المجموعات (ل) شارك في كأس ديفيز (أ.أ) خرج من الأدوار الاولى (ت) خسر التصفيات التأهيلية (غ) غاب عن الحدث أو البطولة (ب) حصل على ميدالية برونزية (ف) حصل على ميدالية فضية (ذ) حصل على ميدالية ذهبية (م.خ) بطولة الماسترز خُفضت إلى مرتبة أقل (ل.ت) البطولة لم تعقد في السنة المعينة.
لتجنب الارتباك وازدواجية الحساب، يتم تحديث هذه المعلومات إما في نهاية البطولة، أو عندما تكون مشاركة اللاعب في البطولة قد انتهت.

#### منافسات الفردي
| البطولة                | 2016 | 2017                                             | 2018                                                       | 2019                                                       | 2020 | 2021 | 2022 | 2023 | 2024 | 2025 | معدل النجاح | ف–خ   | نسبة الفوز % |
| ---------------------- | ---- | ------------------------------------------------ | ---------------------------------------------------------- | ---------------------------------------------------------- | ---- | ---- | ---- | ---- | ---- | ---- | ----------- | ----- | ------------ |
| البطولات الأربع الكبرى |      |                                                  |                                                            |                                                            |      |      |      |      |      |      |             |       |              |
| أستراليا المفتوحة      | lم.خ | أستراليا المفتوحة 2017 – كراسي متحركة رجال فردي ‏ | أستراليا المفتوحة 2018 – كراسي متحركة رجال فردي ‏           | ر.ن                                                        | ن.ن  | ن    | ن    | ف    | ن    | ف    | 2 / 9       | 16–7  | –            |
| فرنسا المفتوحة         | lم.خ | ف                                                | ر.ن                                                        | ن.ن                                                        | ف    | ف    | ن.ن  | ن    | ن.ن  | ن    | 3 / 9       | 19–6  | –            |
| ويمبلدون               | ر.ن  | ن.ن                                              | ن.ن                                                        | ر.ن                                                        | ل.ت  | ر.ن  | ن    | ن    | ف    | ن    | 1 / 9       | 13–8  | –            |
| أمريكا المفتوحة        | ل.ت  | ن ‏                                               | بطولة أمريكا المفتوحة للتنس 2018 – كراسي متحركة رجال فردي ‏ | بطولة أمريكا المفتوحة للتنس 2019 – كراسي متحركة رجال فردي ‏ | ن ‏   | ن    | ف    | ف    | ل.ت  |      | 4 / 7       | 20–3  | –            |
| فوز–خسارة              | 0–1  | 6–3                                              | 4–3                                                        | 4–3                                                        | 6–2  | 7–3  | 9–3  | 13–2 | 9–2  | 10–2 | 10 / 33     | 68–24 | –            |

#### منافسات الزوجي
| البطولة                       | 2015 | 2016 | 2017                                                 | 2018                                                       | 2019                                                       | 2020                                                       | 2021 | 2022 | 2023 | 2024 | 2025 | معدل النجاح | ف–خ   | نسبة الفوز % |
| ----------------------------- | ---- | ---- | ---------------------------------------------------- | ---------------------------------------------------------- | ---------------------------------------------------------- | ---------------------------------------------------------- | ---- | ---- | ---- | ---- | ---- | ----------- | ----- | ------------ |
| البطولات الأربع الكبرى        |      |      |                                                      |                                                            |                                                            |                                                            |      |      |      |      |      |             |       |              |
| بطولة أستراليا المفتوحة للتنس | lم.خ | lم.خ | ن ‏                                                   | ن ‏                                                         | ن.ن                                                        | ف                                                          | ف    | ف    | ف    | ف    | ف    | 6 / 9       | 17–3  | –            |
| دورة رولان غاروس الدولية      | lم.خ | lم.خ | ن                                                    | ن.ن                                                        | ن.ن                                                        | ف                                                          | ف    | ف    | ف    | ف    | ف    | 6 / 9       | 16–3  | –            |
| ويمبلدون                      | ن.ن  | ف    | ف                                                    | ف                                                          | ن                                                          | ل.ت                                                        | ف    | ن    | ف    | ف    | ن    | 6 / 10      | 17–4  | –            |
| أمريكا المفتوحة               | lم.خ | ل.ت  | بطولة أمريكا المفتوحة 2017 – كراسي متحركة رجال زوجي ‏ | بطولة أمريكا المفتوحة للتنس 2018 – كراسي متحركة رجال زوجي ‏ | بطولة أمريكا المفتوحة للتنس 2019 – كراسي متحركة رجال زوجي ‏ | بطولة أمريكا المفتوحة للتنس 2020 – كراسي متحركة رجال زوجي ‏ | ف    | ن    | ن.ن  | ل.ت  |      | 5 / 7       | 12–2  | –            |
| فوز–خسارة                     | 0–1  | 2–0  | 6–2                                                  | 5–2                                                        | 3–3                                                        | 6–0                                                        | 8–0  | 6–2  | 9–1  | 9–0  | 8–1  | 23 / 35     | 62–12 | –            |

1. ↑  حصل هيويت على فوز بالانسحاب في ربع نهائي بطولة أمريكا المفتوحة 2022 - زوجي الرجال للكراسي المتحركة[الإنجليزية]، ولكن لا يُحتسب كفوز.

#### نهائيات البطولات الكبرى

##### منافسات الفردي: 21 (10 ألقاب، 11 وصافة)
| النتيجة | السنة | البطولة                       | الأرضية      | الخصم               | تفاصيل المباراة     | مراجع         |
| ------- | ----- | ----------------------------- | ------------ | ------------------- | ------------------- | ------------- |
| فوز     | 2017  | دورة رولان غاروس الدولية      | أرضية ترابية | غوستافو فيرنانديز   | 0–6، 7–6(11–9)، 6–2 |               |
| خسارة   | 2017 ‏ | أمريكا المفتوحة               | أرضية صلبة   | ستيفان هودت         | 2–6، 6–4، 3–6       |               |
| فوز     | 2018 ‏ | أمريكا المفتوحة               | أرضية صلبة   | شينغو كونيدا        | 6–3، 7–5            |               |
| فوز     | 2019 ‏ | أمريكا المفتوحة (2)           | أرضية صلبة   | ستيفان هوديت        | 7–6(11–9)، 7–6(7–5) |               |
| خسارة   | 2020 ‏ | أمريكا المفتوحة               | أرضية صلبة   | شينغو كونيدا        | 3–6، 6–3، 6–7(3–7)  | [ 21 ]        |
| فوز     | 2020  | فرنسا المفتوحة (2)            | أرضية ترابية | خواكيم جيرار        | 6–4، 4–6، 6–3       | [ 22 ]        |
| خسارة   | 2021  | بطولة أستراليا المفتوحة للتنس | أرضية صلبة   | جواكيم جيرارد       | 0–6، 6–4، 4–6       |               |
| فوز     | 2021  | فرنسا المفتوحة (3)            | أرضية ترابية | شينغو كونيدا        | 6–3، 6–4            | [ 23 ]        |
| خسارة   | 2021  | أمريكا المفتوحة               | أرضية صلبة   | شينغو كونيدا        | 1–6، 4–6            | [ 24 ]        |
| خسارة   | 2022  | أستراليا المفتوحة             | أرضية صلبة   | شينغو كونيدا        | 5–7، 6–3، 2–6       | [ 25 ]        |
| خسارة   | 2022  | ويمبلدون                      | أرضية عشبية  | شينغو كونيدا        | 6–4، 5–7، 6–7(5–10) | [ 26 ]        |
| فوز     | 2022  | أمريكا المفتوحة (3)           | أرضية صلبة   | شينغو كونيدا        | 7–6(7–2)، 6–1       | [ 27 ]        |
| فوز     | 2023  | أستراليا المفتوحة             | أرضية صلبة   | توكيتو أودا         | 6–3، 6–1            | [ 28 ]        |
| خسارة   | 2023  | فرنسا المفتوحة                | أرضية ترابية | توكيتو أودا         | 1–6، 4–6            |               |
| خسارة   | 2023  | بطولة ويمبلدون                | أرضية عشبية  | توكيتو أودا         | 4–6، 2–6            | [ 31 ]        |
| فوز     | 2023  | أمريكا المفتوحة (4)           | أرضية صلبة   | غوردون ريد          | 6–4، 6–3            | [ 32 ] [ 33 ] |
| خسارة   | 2024  | أستراليا المفتوحة             | أرضية صلبة   | توكيتو أودا         | 2–6، 4–6            | [ 34 ]        |
| فوز     | 2024  | بطولة ويمبلدون                | أرضية عشبية  | مارتين دي لا بوينتي | 6–2، 6–3            | [ 35 ]        |
| فوز     | 2025  | أستراليا المفتوحة (2)         | أرضية صلبة   | توكيتو أودا         | 6–4، 6–4            | [ 36 ] [ 37 ] |
| خسارة   | 2025  | فرنسا المفتوحة                | أرضية ترابية | توكيتو أودا         | 4–6، 6–7(6–8)       | [ 38 ] [ 39 ] |
| خسارة   | 2025  | بطولة ويمبلدون                | أرضية عشبية  | توكيتو أودا         | 6–3، 5–7، 2–6       | [ 40 ] [ 41 ] |

##### منافسات الزوجي: 30 (23 ألقاب، 7 الوصافة)
| النتيجة | السنة | البطولة               | الأرضية      | الشريك            | الخصم                                 | تفاصيل المباراة         | مراجع                |
| ------- | ----- | --------------------- | ------------ | ----------------- | ------------------------------------- | ----------------------- | -------------------- |
| فوز     | 2016  | بطولة ويمبلدون        | أرضية عشبية  | غوردون ريد        | ستيفان هودت نيكولاس بيفير             | 4–6، 6–1، 7–6(8–6)      |                      |
| خسارة   | 2017 ‏ | أستراليا المفتوحة     | أرضية صلبة   | غوستافو فيرنانديز | خواكيم جيرار غوردون ريد               | 3–6، 6–3، [3–10]        |                      |
| خسارة   | 2017  | فرنسا المفتوحة        | أرضية ترابية | غوردون ريد        | ستيفان هوديت نيكولاس بيفير            | 4–6، 3–6                |                      |
| فوز     | 2017  | ويمبلدون (2)          | أرضية عشبية  | غوردون ريد        | ستيفان هودت نيكولاس بيفير             | 6–7(5–7)، 7–5، 7–6(7–3) |                      |
| فوز     | 2017 ‏ | أمريكا المفتوحة       | أرضية صلبة   | غوردون ريد        | ستيفان هوديت نيكولاس بيفير            | 7–5، 6–4                |                      |
| خسارة   | 2018 ‏ | أستراليا المفتوحة     | أرضية صلبة   | غوردون ريد        | ستيفان هوديت نيكولاس بيفير            | 4–6، 2–6                |                      |
| فوز     | 2018  | ويمبلدون (3)          | أرضية عشبية  | غوردون ريد        | جواكيم جيرارد ستيفان أولسن            | 6–1، 6–4                |                      |
| فوز     | 2018 ‏ | أمريكا المفتوحة (2)   | أرضية صلبة   | غوردون ريد        | ستيفان هوديت نيكولاس بيفير            | 5–7، 6–3، [11–9]        | [ 42 ]               |
| خسارة   | 2019  | بطولة ويمبلدون        | أرضية عشبية  | غوردون ريد        | جواكيم جيرارد ستيفان أولسن            | 4–6، 2–6                |                      |
| فوز     | 2019 ‏ | أمريكا المفتوحة (3)   | أرضية صلبة   | غوردون ريد        | غوستافو فيرنانديز شينغو كونيدا        | 1–6، 6–4، [11–9]        | [ 42 ]               |
| فوز     | 2020  | أستراليا المفتوحة     | أرضية صلبة   | غوردون ريد        | ستيفان هوديت نيكولاس بيفير            | 4–6، 6–4، [10–7]        |                      |
| فوز     | 2020 ‏ | أمريكا المفتوحة (4)   | أرضية صلبة   | غوردون ريد        | ستيفان هوديت نيكولاس بيفير            | 6–4، 6–1                | [ 21 ]               |
| فوز     | 2020  | فرنسا المفتوحة        | أرضية ترابية | غوردون ريد        | غوستافو فيرنانديز شينغو كونيدا        | 7–6(7–4)، 1–6، [10–3]   | [ 22 ]               |
| فوز     | 2021  | أستراليا المفتوحة (2) | أرضية صلبة   | غوردون ريد        | ستيفان هوديت نيكولاس بيفير            | 7–5، 7–6(7–3)           |                      |
| فوز     | 2021  | فرنسا المفتوحة (2)    | أرضية ترابية | غوردون ريد        | ستيفان هوديت نيكولاس بيفير            | 6-3، 6-0                | [ 43 ]               |
| فوز     | 2021  | ويمبلدون (4)          | أرضية عشبية  | غوردون ريد        | توم إيغبيرينك جواكيم جيرارد           | 7–5، 6–2                | [ 44 ]               |
| فوز     | 2021  | أمريكا المفتوحة (5)   | أرضية صلبة   | غوردون ريد        | غوستافو فيرنانديز شينغو كونيدا        | 6-2، 6–1                | [ 45 ]               |
| فوز     | 2022  | أستراليا المفتوحة (3) | أرضية صلبة   | غوردون ريد        | غوستافو فيرنانديز شينغو كونيدا        | 6–2، 4–6، [10–7]        | [ 46 ]               |
| فوز     | 2022  | فرنسا المفتوحة (3)    | أرضية ترابية | غوردون ريد        | غوستافو فيرنانديز شينغو كونيدا        | 7–6(7–5)، 7–6(7–5)      | [ 47 ]               |
| خسارة   | 2022  | بطولة ويمبلدون        | أرضية عشبية  | غوردون ريد        | غوستافو فيرنانديز شينغو كونيدا        | 3–6، 1–6                | [ 48 ]               |
| خسارة   | 2022  | أمريكا المفتوحة       | أرضية صلبة   | غوردون ريد        | مارتين دي لا بوينتي نيكولاس بيفير     | 6–4، 5–7، [6–10]        | [ 49 ]               |
| فوز     | 2023  | أستراليا المفتوحة (4) | أرضية صلبة   | غوردون ريد        | مايكل شيفرز روبين سبارغارن            | 6–1، 6–2                | [ 50 ] [ 51 ]        |
| فوز     | 2023  | فرنسا المفتوحة (4)    | أرضية ترابية | غوردون ريد        | مارتين دي لا بوينتي غوستافو فيرنانديز | 7–6(11–9)، 7–5          | [ 52 ]               |
| فوز     | 2023  | ويمبلدون (5)          | أرضية عشبية  | غوردون ريد        | تاكويا ميكي توكيتو أودا               | 3–6، 6–0، 6–3           | [ 53 ]               |
| فوز     | 2024  | أستراليا المفتوحة (5) | أرضية صلبة   | غوردون ريد        | تاكويا ميكي توكيتو أودا               | 6–3، 6–2                | [ 54 ] [ 55 ]        |
| فوز     | 2024  | فرنسا المفتوحة (5)    | أرضية ترابية | غوردون ريد        | تاكويا ميكي توكيتو أودا               | 6–1، 6–4                | [ 52 ] [ 56 ]        |
| فوز     | 2024  | ويمبلدون (6)          | أرضية عشبية  | غوردون ريد        | تاكويا ميكي توكيتو أودا               | 6–4، 7–6(7–2)           | [ 57 ]               |
| فوز     | 2025  | أستراليا المفتوحة (6) | أرضية صلبة   | غوردون ريد        | دانيال كافيرزاتشي ستيفان هوديت        | 6–2، 6–4                | [ 54 ] [ 55 ] [ 58 ] |
| فوز     | 2024  | فرنسا المفتوحة (6)    | أرضية ترابية | غوردون ريد        | ستيفان هوديت توكيتو أودا              | 6–4، 1–6، [10–7]        | [ 59 ] [ 60 ]        |
| خسارة   | 2025  | بطولة ويمبلدون        | أرضية عشبية  | غوردون ريد        | مارتين دي لا بوينتي روبين سبارغارن    | 7–6(7–1)، 7–5           | [ 61 ] [ 62 ]        |

## وصلات خارجية
- ألفي هيويت في موقع الاتحاد الدولي لكرة المضرب
- ألفي هيويت في اللجنة البارالمبية الدولية
- ألفي هيويت على الألعاب البارالمبية البريطانية[الإنجليزية]